# John W. Thomason
John W. Thomason (* 28. Februar 1893 in  Huntsville (Texas); † 12. März 1944 in San Diego) war ein Oberstleutnant im United States Marine Corps, Autor und Illustrator. 

## Leben und Werk
John W. Thomason, der Sohn des Arztes John W. Thomason und dessen Gattin Sue Thomason, besuchte die Southwestern University in Georgetown (Texas), das Sam Houston Normal Institute in Huntsville (Texas), die University of Texas in Austin (Texas) und die Art Students League of New York.
1917 heiratete er Leda Barbara Bass aus Huntsville. Das Paar bekam 1920 einen Sohn.

### Offizier
Bevor John Thomason am 6. April 1917 in das Marinecorps eintrat, hatte er die US-Seekriegsakademie besucht. Bis zu seinem Tode im Jahr 1944 diente er in der Marine. Seine Karriere gipfelte direkt zu ihrem Anfang im Ersten Weltkrieg. Er nahm an fünf großen Gefechten und vierzehn Schlachten teil – darunter die im Wald von Belleau, das Gefecht von Château-Thierry, die Schlacht von St. Mihiel, die Schlacht bei Soissons (1918) und die Schlacht von Blanc Mont Ridge (nordöstlich von Reims im Oktober 1918). Nach dem Kriege führten ihn Missionen unter anderem nach Kuba, Nicaragua und China.

### Literat
Thomason illustrierte nicht nur für Scribner’s Magazine. Er schrieb auch Prosa. Die bekanntesten seiner elf Bücher sind:
- 1930: Jeb Stuart. Biographie des Generals im Heer der Konföderierten im Amerikanischen Bürgerkrieg James Ewell Brown Stuart (39 Ausgaben bis 1995)

Romane
- 1937: Gone to Texas
- 1941: Lone Star Preacher

und Kurzgeschichtensammlungen
- 1926: Fix Bayonets!
- 1934: Salt Winds and Gobi Dust

## Ehrungen
- Navy Cross für Tapferkeit im Ersten Weltkrieg
- Ein Zerstörer  der Allen-M.-Sumner-Klasse – im Zweiten Weltkrieg gebaut – war bis 1970 als USS John W. Thomason im Dienst.

## Verweis
1. ↑  Blanc Mont: Part I. Abgerufen am 27. Oktober 2021.

| Personendaten    | Personendaten                                                          |
| ---------------- | ---------------------------------------------------------------------- |
| NAME             | Thomason, John W.                                                      |
| ALTERNATIVNAMEN  | Thomason, John William (vollständiger Name); John William Thomason Jr. |
| KURZBESCHREIBUNG | US-amerikanischer Oberstleutnant, Autor und Illustrator                |
| GEBURTSDATUM     | 28. Februar 1893                                                       |
| GEBURTSORT       | Huntsville (Texas)                                                     |
| STERBEDATUM      | 12. März 1944                                                          |
| STERBEORT        | San Diego                                                              |